# Aeródromo de Punta Pescadero
El Aeródromo de Punta Pescadero (Código OACI:MMPP, Código DGAC:PPC), es un pequeño aeródromo privado ubicado en Punta Pescadero, unos 13 km al norte de Los Barriles. Este aeródromo es la principal vía de acceso para el Hotel Punta Pescadero Paradise. El aeródromo cuenta con una pista de aterrizaje de 930 metros de largo y 19 metros de ancho, tiene un umbral desplazado de 84 metros en la cabecera 29, lo que le da una longitud total de 1014 metros. Cuenta con 2 plataformas de aparcamiento para aeronaves, una de 3500 metros cuadrados y otra de 2000 metros cuadrados. El aeródromo únicamente opera aviación general, principalmente por la visita de turistas e investigadores.

## Accidentes e incidentes
- El 18 de enero de 2002 una aeronave Cozy III[1] con matrícula N41CZ fue destruida al colisionar con una pared tras perder el control mientras aterrizaba en el Aeródromo de Punta Pescadero matando a sus dos ocupantes. La aeronave provenía del Aeropuerto de Chino, California.[2][3]

- El 28 de julio de 2011 una aeronave Cessna T210 Centurion II con matrícula N210EL despegó sin autorización de su propietario del Aeródromo de Punta Pescadero sin un plan de vuelo y precipitándose a tierra al poco tiempo después de despegar estrellándose en la comunidad de El Cardonal y matando a sus dos ocupantes.[4]

- El 17 de abril de 2014 una aeronave Cessna 400 Corvalis con matrícula N8080Z con destino al Aeropuerto de Cabo San Lucas se precipitó al mar cerca del poblado de Los Barriles por fallas mecánicas minutos después de haber despegado del Aeródromo de Punta Pescadero, dejando al piloto herido.[5][6]